# Mesoligia
Genre
Mesoligia est un genre de lépidoptères (papillons) nocturnes de la famille des Noctuidae.

## Principales espèces(à continuer)
- Mesoligia furuncula  - Noctuelle furoncle
- Mesoligia literosa - Noctuelle ciselée